# Саут Јунионтаун (Пенсилванија)
Саут Јунионтаун (енгл. South Uniontown) насељено је место без административног статуса у америчкој савезној држави Пенсилванија.

## Демографија
По попису из 2010. године број становника је 1.360.
| Група             | 2000.    | 2010.         |
| Белци             | 0 (0,0%) | 1.251 (92,0%) |
| Афроамериканци    | 0 (0,0%) | 66 (4,9%)     |
| Азијати           | 0 (0,0%) | 2 (0,1%)      |
| Хиспаноамериканци | 0 (0,0%) | 12 (0,9%)     |
| Укупно            | 0        | 1.360         |